# Église Santa Maria di Portosalvo
Santa Maria di Portosalvo ou Santa Maria Fuori le mura est une ancienne église catholique romaine située à Naples, en Italie. Elle est située via Alcide De Gasperi, au début de via Marina, près du port et hors des murs de la ville. 

## Histoire
Elle a été fondée par le marin Bernardino Belladonna, qui avait échappé à un naufrage et souhaitait constituer une congrégation laïque avec une chapelle construite par lui-même et d'autres marins et armateurs. Le 31 mai 1554, le cardinal lui donna l'autorisation et, le 1er juin, Belladonna, Nardo Calvanico, Annibale De Pronillo et son frère Albano furent élus gouverneurs de la congrégation. Le site choisi pour leur chapelle était à l'origine une étroite péninsule en dehors de Porta di Massa. Quelques mois plus tard, les travaux de la chapelle de la congrégation commencèrent, et durèrent jusqu'en 1564. Le bâtiment a ensuite été décoré entre 1564 et 1565 pour un coût de 150 ducats. L'un des maîtres, Battista, a construit un escalier en colimaçon dans le chœur.  